# Santana do Deserto (kommun)
Santana do Deserto är en kommun i Brasilien.   Den ligger i delstaten Minas Gerais, i den sydöstra delen av landet, 800 km sydost om huvudstaden Brasília. Antalet invånare är 3 854.
Följande samhällen finns i Santana do Deserto:
- Santana do Deserto

Omgivningarna runt Santana do Deserto är huvudsakligen savann. Runt Santana do Deserto är det glesbefolkat, med 18 invånare per kvadratkilometer.